# Perfect Illusion
«Perfect Illusion» es una canción de la cantautora estadounidense Lady Gaga, perteneciente a su quinto álbum de estudio, Joanne (2016). Fue compuesta y producida en conjunto por ella, Mark Ronson, Kevin Parker y BloodPop. Interscope Records la publicó el 9 de septiembre de 2016 como primer sencillo del disco. De acuerdo con la artista, su letra hace referencia a los altibajos de una relación problemática y también a las falsas identidades que crean las personas en las distintas redes sociales.
En términos generales, la canción tuvo críticas positivas de parte de los expertos, con elogios al registro vocal de Gaga y la producción. Comercialmente, tuvo un rendimiento moderado, ya que alcanzó la cima de los principales conteos de países como España y Francia, pero se mantuvo en ellos por pocas semanas. De igual forma, recibió certificaciones en territorios como Canadá e Italia. Su videoclip, que estuvo dirigido por Ruth Hogben y Andrea Gelardin, fue publicado en YouTube el 20 de septiembre de 2016.

## Antecedentes y anuncio
Desde octubre de 2012, la cantante comentó en numerosas entrevistas que tenía varias canciones sobrantes que podría utilizar para otros proyectos; algunas de estas fueron pensadas para ser publicadas gratuitamente en la aplicación lanzada simultáneamente con su álbum Artpop (2013), sin embargo, este proyecto fue cancelado por los problemas personales de la cantante. En septiembre de 2014, aseguró que ya se encontraba componiendo temas para su siguiente material, inspirados en sus malas anécdotas recientes. Entre diciembre del mismo año y febrero de 2015, confirmó que se encontraba trabajando con cantautores y productores como Nile Rodgers, Diane Warren, RedOne, Adele, Giorgio Moroder, Paul McCartney y Mike McCready. Aunque, su mánager Bobby Campbell, confirmó que el nuevo material no vería la luz hasta el 2016. Al respecto, dijo que Gaga se encontraba completamente enfocada en su música pero estaba tratando de trabajar sin presión para mantener su vida más tranquila y pura.
A finales de 2015, Gaga se encontró con Mark Ronson en Londres (Reino Unido) y ambos tuvieron varias sesiones de grabación en los meses posteriores, en ocasiones con compañía de Kevin Parker y BloodPop. El 1 de junio de 2016, RedOne anunció que el primer sencillo del álbum estaba programado para ser una de las ocho canciones que trabajó para el disco, pero que se le había notificado un cambio de planes, sin especificar motivos. Más tarde, el 17 de agosto, Gaga reveló a través de Instagram que su siguiente sencillo llevaría por nombre «Perfect Illusion» y sería lanzado en septiembre, aunque no señaló un día concreto. El 1 de dicho mes, varios seguidores de la artista descubrieron un espacio oculto en su página web que aseguraba que la publicación de la canción tendría lugar el día 9, pero al poco tiempo el espacio fue bloqueado. En los días posteriores, numerosas radios de Australia y los Estados Unidos confirmaron que, en efecto, saldría ese día. No fue hasta el 6 que la artista oficializó que esa sería la fecha de lanzamiento. La portada del sencillo, la cual muestra a Gaga en el ocaso de un desierto, también se reveló junto a un fragmento de la letra.

## Composición y grabación
De acuerdo con la revista Billboard, la canción fue grabada a mediados de mayo de 2016 durante una reunión entre la intérprete, Mark Ronson, Kevin Parker y BloodPop en los Estudios Shangri en Malibú (California). En una entrevista concedida a iHeartRadio en Nueva York el 17 de agosto de 2016, Gaga la describió como «un himno de baile que habla sobre una relación problemática» y destacó que era diferente a lo que había hecho antes. También explicó que relata los «altibajos de una relación que salió mal, o sea, la ilusión perfecta» y que «es sobre el éxtasis moderno; encontramos nuestra forma dulce, simple y divertida de decirlo, me lleno de adrenalina cada vez que la escucho». Posteriormente, el 9 de septiembre, realizó una entrevista con BBC Radio 1 donde explicó que la idea original para la canción fue de Kevin Parker, quien se encontraba en Australia y desarrolló un concepto para una pista llamada «Illusion». También explicó que su letra hace alusión a las redes sociales y el riesgo de representar una versión errónea de sí mismo, además de comentar que:

Creo que algunos nos preguntamos por qué hay tantas cosas falsas a nuestro alrededor. ¿Cómo podemos navegar a través de las redes sociales? ¿Cómo podemos mirar todas esas fotos que sabemos que están repletas de filtros y alteradas, y descifrar cuáles son reales y cuáles son ilusiones perfectas? Hay muchas cosas interesantes en la Internet que no son reales, y creo que la gente se siente presionada a mantener esas ilusiones personales en la vida real. Así que la canción se trata sobre combatir eso y dejarlo ir. Es sobre querer que la gente restablezca las relaciones humanas.

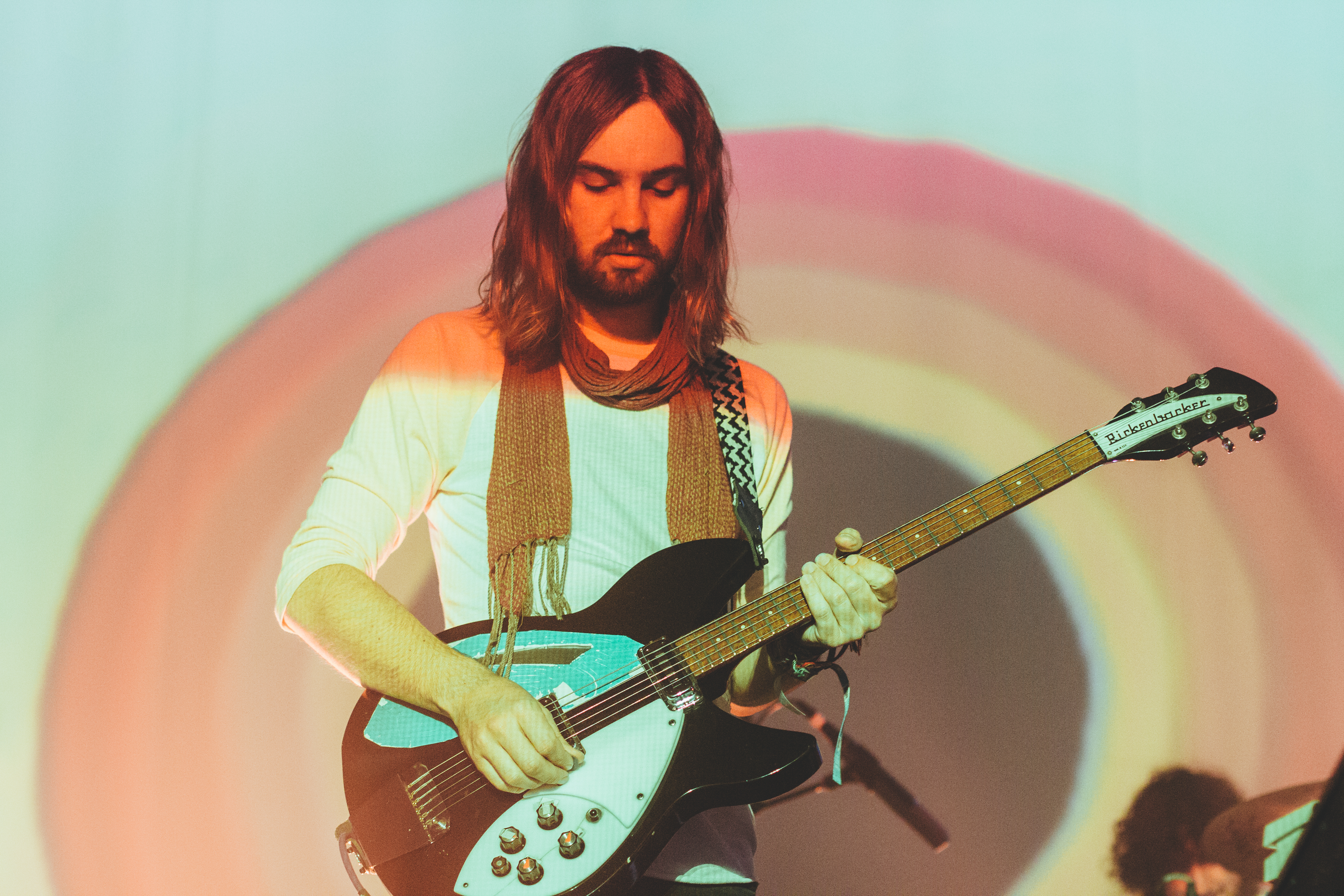
Según Gaga, Kevin Parker fue quien tuvo la idea del concepto principal de la canción, la cual desarrolló en un viaje por Australia.

Debido a la temática de la letra, varios medios especularon que estaba dedicada a Taylor Kinney, prometido de Gaga con quien había estado teniendo complicaciones en julio de 2016. Al respecto, la artista afirmó a la radio SiriusXM que la canción no iba dirigida al actor ni a nadie en particular, sino que era un tema con el que cualquiera podría identificarse y expresó: «Es sobre estar tan intoxicado con el amor, tan drogado y dilatado, tan perdido en el éxtasis moderno que un día te despiertas y no puedes creer que nada de eso era real. Es más o menos sobre hacer frente a esa experiencia, y creo que es bastante difícil para las personas hoy día, ya sabes, a través de las redes y la forma en la que el mundo es, nunca sabes con quién estás hablando, y todos tienen esta ilusión perfecta de sí mismos con la que intentan lidiar».
Musicalmente, «Perfect Illusion» es una canción de género disco rock y pop rock cuyo instrumento predominante es la guitarra eléctrica que va acompañada de sintetizadores. La voz de Gaga carece de efectos como el auto-tune y la pista se construye en un mismo gancho donde canta en repetidas ocasiones «It wasn't love, It was a perfect illusion» (traducible al español como «no era amor, era una ilusión perfecta»). Fue compuesta y producida en conjunto por la artista, Mark Ronson, Kevin Parker y BloodPop, y tiene una duración de tres minutos con dos segundos. De acuerdo con la partitura publicada por Sony/ATV Music Publishing en el sitio web Musicnotes, «Perfect Illusion» tiene un tempo allegro de 126 pulsaciones por minuto y está escrita en la tonalidad de fa sostenido menor. El registro vocal de Gaga se extiende desde la nota fa#3 y re#5.

## Recepción

### Comentarios de la crítica
«Perfect Illusion» obtuvo reseñas positivas por parte de la crítica. La escritora Alice Vincent de The Daily Telegraph aclamó el registro vocal de la cantante y la «fuerza emocional» que posee, la cual consideró que había sido opacada en algunos de sus sencillos anteriores como «Applause». Además de ello, mencionó que la canción suponía un «retroceso» a sus inicios en 2008 con «Just Dance», donde realizaba pistas simples pero infecciosas; con todo, la calificó con cuatro estrellas de cinco. Igualmente, Jess Denham de The Independent alabó la voz de la artista al decir que «suena más poderosa que nunca», y que al estar bajo la producción de Mark Ronson, no es sorprendente que sea tan «pegadiza». Un escritor de The New Zealand Herald la describió como «una increíble aventura pop rock con una ligera escasez de brillo electropop, como si se fusionasen The Killers y Kylie Minogue». Erica Gonzales de Harper's Bazaar expresó que la «trascendente y fuerte» voz de Gaga se acopla perfectamente con la letra. Hardeep Pull de The New York Post afirmó que la artista «redescrubió a su diva disco interna» y que «lleva su voz al límite canalizando el espíritu de Donna Summer». El crítico Spencer Kornhaber de The Atlantic la elogió por salirse completamente de los estándares pop al no incluir intervenciones hip hop, ganchos electrónicos o manipulación vocal; sobre ello, destacó que el punto más fuerte es la voz de la artista, que está cargada de emociones. Matt Russoniello del sitio Celebuzz dijo:

Con solo tres minutos de duración, «Perfect Illusion» es el sencillo más corto de Gaga y el que mejor sabe aprovechar el tiempo. Gaga es una mujer que rellenó con cuatro o cinco ganchos a sencillos como «Bad Romance» o «Judas», pero esta vez construyó toda la canción con solo un gancho y afortunadamente, uno muy bueno. Algunos podrán encontrarla molesta y repetitiva, pero tengo que discrepar en eso, como algo intencionado, me parece un movimiento inteligente por parte de una artista que ha batallado numerosas veces por conflictos de interés [...] Es concisa, y a la vez rápida y vertiginosa. Es un tren bala como canción pop que transporta tu mente desde 1983 hasta 2016 y deja tu cabeza dando vueltas y preguntándote qué acaba de pasar.

Por otra parte, Lewis Corner de Digital Spy aseguró que hace eco a su álbum Born This Way (2011) y también a los grandes clásicos de Bruce Springsteen, y dio comentarios positivos sobre la melodía y la mezcla de guitarra y sintetizadores. Rhian Daly de NME comentó que aunque no es como «Bad Romance», tiene un «estribillo pegadizo instantáneo» y que es un «regreso formidable». Dannii C. de Celeb Mix expresó que su voz «trasciende bastante bien al paraíso de los trabajos disco rock», y que «aunque no es un clásico de Donna Summer, es la perfecta representación del crecimiento de Gaga como artista». Nolan Freeney de Entertainment Weekly la calificó con 7 puntos sobre 10 y dijo que «la velocidad y el gancho repetitivo no provocan deseo, lo que construye un clímax que jamás llega». Pese a ello, aclamó la producción y el rendimiento vocal de Gaga, el cual describió como «poderoso y teatral».  Mikael Wood de Los Angeles Times aseguró que tiene una melodía que «excavará en tu cerebro apenas pasada la marca de dos minutos» y que era un «sólido regreso» para Gaga, quien se había redescubierto tras un período oscuro.
Asimismo, Josh Duboff de la revista Vanity Fair la alabó diciendo que era un «himno» y que era «audaz».  Jake Viswanath de V Magazine afirmó que se siente como «una evolución natural punk que se mantiene fiel a sus vibras pop» y añadió que «el encumbrado himno dance rock muestra una nueva luz y permite que su versatilidad brille; su entendible paquete de emociones da el golpe y deja que su espléndida voz sea el centro». Paul Schrodt de Business Insider la describió como «fantástica» y habló favorablemente de la instrumentación por ser más «natural» y de las voces de fondo. No obstante, otros críticos fueron menos modestos en sus reseñas. El escritor Richard S. He del periódico británico The Guardian aprobó la voz de la artista, pero criticó los drásticos cambios en el volumen de la música y el ritmo tan acelerado, que no dan tiempo al oyente de respirar y provoca una falta de melodía en la canción. Igualmente, Jayme Deerwester de USA Today la encontró «lo suficientemente divertida y boyante, pero para nada innovadora».

### Rendimiento comercial
En los Estados Unidos, a solo dos días de su publicación, debutó en las posiciones 31 y 32 de los conteos Pop Songs y Adult Pop Songs, respectivamente. Billboard estimó que durante su primera semana la canción podría vender 100 mil copias, acumular seis millones de streams y conseguir una audiencia radial de entre dieciséis y veinte millones, con lo que debutaría dentro de los veinte primeros del Billboard Hot 100. Finalmente, ingresó en la casilla número 15, hecho que la convirtió en la vigésima tercera canción de Gaga en entrar al conteo y decimocuarta en entrar a los quince primeros, tras lograr 100 mil copias vendidas con las que también debutó en el segundo lugar del Digital Songs, así como 8.3 millones de streams con los que debutó en el puesto 25 del Streaming Songs y un adicional de veintidós millones en audiencia radial. Finalmente, logró los puestos 17 y 22 en las listas de Adult Pop Songs y Pop Songs, respectivamente. En Canadá, debutó en la casilla 17 y posteriormente recibió el disco de oro por vender más de 40 000 unidades.
En Europa, consiguió debutar en la cima de los principales listas de España, Finlandia, Francia, Grecia y Portugal, donde se mantuvo allí por una semana. En Italia alcanzó la posición número 5 y después recibió el disco de oro por 25 000 copias vendidas. En el Reino Unido debutó en la cuarta posición del listado de las canciones más descargadas, pero su bajo streaming desfavoreció su rendimiento y provocó que debutara en la casilla doce del UK Singles Chart.

## Promoción

### Vídeo musical
El 3 de septiembre de 2016, algunos medios locales informaron que Gaga pasó dos días grabando el videoclip del sencillo en un desierto a las afueras de Los Ángeles. Se informó además, que había estado acompañada por el diseñador Brandon Maxwell. El 16 del mismo mes, mostró un adelanto de nueve segundos y anunció que saldría oficialmente el 20 durante el estreno de la segunda temporada de Scream Queens. El videoclip comienza con Gaga llegando a un desierto y realizando un concierto hasta que cae la noche. Al final, se descubre que todo era una ilusión y en realidad estaba sola. En total, tiene una duración de tres minutos con cinco segundos, además de contar con cameos de Mark Ronson, Kevin Parker y BloodPop.

### Presentaciones en vivo y uso en los medios
El 9 de septiembre de 2016, día de lanzamiento del sencillo, Gaga visitó el Reino Unido y concedió entrevistas a las radios KISS FM y BBC Radio 1, donde además fue la coanfitriona junto a Nick Grimshaw. Asimismo, sirvió como tema acompañante en un comercial de la serie American Horror Story: Roanoke. Al día siguiente, presentó la canción por primera vez en el club The Moth en Londres. También fue incluida en el listado de canciones de su gira promocional Dive Bar Tour. El 26 de octubre, Gaga participó en el segmento Carpool Karaoke del programa The Late Late Show with James Corden, donde interpretó «Perfect Illusion», así como «Million Reasons» y otros sencillos de sus álbumes anteriores como «Poker Face», «Bad Romance», «Born This Way» y «The Edge of Glory». El 2 de noviembre, acudió al programa japonés Sukkiri!!, donde concedió una entrevista e interpretó una versión acústica de la canción. El 12 de diciembre, se emitió su presentación del sencillo en SMAP×SMAP. También figuró en el repertorio de su quinta gira como solista Joanne World Tour.

## Posicionamiento en listas

### Semanales
| Alemania          | German Singles Chart      | 22 |
| Australia         | ARIA Top 50 Singles Chart | 14 |
| Austria           | Ö3 Austria Top 40         | 21 |
| Bélgica (Valonia) | Ultratop 40               | 43 |
| Canadá            | Canadian Hot 100          | 17 |
| Escocia           | Scottish Singles Chart    | 3  |
| Eslovaquia        | Singles Digitál Top 100   | 4  |
| España            | Top 50 Canciones          | 1  |
| Estados Unidos    | Billboard Hot 100         | 15 |
| Estados Unidos    | Digital Songs             | 2  |
| Estados Unidos    | Radio Songs               | 49 |
| Estados Unidos    | Streaming Songs           | 25 |
| Estados Unidos    | Pop Songs                 | 22 |
| Estados Unidos    | Adult Pop Songs           | 17 |
| Finlandia         | Finnish Singles Chart     | 1  |
| Francia           | French Singles Chart      | 1  |
| Grecia            | Greece Digital Songs      | 1  |
| Hungría           | Single (Track) Top 10     | 3  |
| Irlanda           | Irish Singles Chart       | 22 |
| Italia            | Top Singoli               | 5  |
| Japón             | Japan Hot 100             | 35 |
| México            | Mexico Airplay Chart      | 26 |
| Nueva Zelanda     | NZ Top 40 Singles Chart   | 31 |
| Países Bajos      | Single Top 100            | 58 |
| Portugal          | Portugal Digital Songs    | 1  |
| Reino Unido       | UK Singles Chart          | 12 |
| Suecia            | Sverigetopplistan         | 38 |
| Suiza             | Hitparade                 | 16 |

### Sucesión en listas
| Predecesor: «Don't Be So Shy» de Imany                      | Finnish Singles Chart — Sencillo número 1 9 de septiembre de 2016 — 16 de septiembre de 2016  | Sucesor: «Pauhaava Sydän» de Mikael Gabriel              |
| Predecesor: «Encore un soir» de Céline Dion                 | French Singles Chart — Sencillo número 1 9 de septiembre de 2016 — 16 de septiembre de 2016   | Sucesor: «Lost On You» de LP                             |
| Predecesor: «Lost On You» de LP                             | Greece Digital Songs — Sencillo número 1 9 de septiembre de 2016 — 16 de septiembre de 2016   | Sucesor: «Lost On You» de LP                             |
| Predecesor: «Let Me Love You» de DJ Snake con Justin Bieber | Portugal Digital Songs — Sencillo número 1 9 de septiembre de 2016 — 16 de septiembre de 2016 | Sucesor: «Perfect Strangers» de Jonas Blue con JP Cooper |
| Predecesor: «La bicicleta» de Carlos Vives con Shakira      | Top 50 Canciones — Sencillo número 1 11 de septiembre de 2016 — 18 de septiembre de 2016      | Sucesor: «Come» de Jain                                  |

### Certificaciones
| País           | Organismo certificador | Certificación | Ventas certificadas | Ref.   |
| -------------- | ---------------------- | ------------- | ------------------- | ------ |
| Australia      | ARIA                   | Platino       | 70 000              | [ 81 ] |
| Brasil         | ABPD                   | 2× Platino    | 80 000              | [ 82 ] |
| Canadá         | CRIA                   | Oro           | 40 000              | [ 6 ]  |
| Estados Unidos | RIAA                   | Oro           | 500 000             | [ 83 ] |
| Italia         | FIMI                   | Oro           | 25 000              | [ 7 ]  |
| Reino Unido    | BPI                    | Plata         | 200 000             | [ 84 ] |

## Historial de lanzamientos
| País           | Fecha                    | Formato          | Ref.   |
| -------------- | ------------------------ | ---------------- | ------ |
| Mundo          | 9 de septiembre de 2016  | Descarga digital | [ 2 ]  |
| Estados Unidos | 12 de septiembre de 2016 | Airplay          | [ 85 ] |

## Formatos
- Descarga digital

| «Perfect Illusion» — Sencillo |                    |          |  |
| N.º                           | Título             | Duración |  |
| 1.                            | «Perfect Illusion» | 3:02     |  |